# Myzus oenotherae
Myzus oenotherae är en insektsart som beskrevs av Williams, T.A. 1911. Myzus oenotherae ingår i släktet Myzus och familjen långrörsbladlöss. Inga underarter finns listade i Catalogue of Life.